# Rohlig Suus Logistics
Rohlig SUUS Logistics – największy polski operator logistyczny oraz jeden z wiodących w Europie Środkowo-Wschodniej. Specjalizujący się w kompleksowym zarządzaniu logistyką i globalnymi łańcuchami dostaw w oparciu o multiproduktową ofertę oraz integrację informatyczną z systemami klientów. W 2023 roku operator osiągnął przychód na poziomie 2,017 mld zł. Jako jedno z niewielu polskich przedsiębiorstw posiada zatwierdzone przez SBTi cele dekarbonizacyjne. Od lipca 2024 r. Prezesem Zarządu SUUSa jest Piotr Iwo Chmielewski, który przejął tę funkcję, w drodze sukcesji rodzinnej, od swojego ojca Tadeusza Chmielewskiego.
Główna siedziba przedsiębiorstwa znajduje się przy ulicy Równoległej 4a w Warszawie.

## Działalność
Rohlig SUUS Logistics realizuje procesy logistyczne wykorzystując transport drogowy, morski, lotniczy, kolejowy i intermodalny, a także logistykę kontraktową (w tym usługi dodane VAS, np. co-packing, etykietowanie, banderolowanie czy tworzenie zestawów produktowych), usługi celne i projekty cargo (transport ładunków ponadgabarytowych). Operator oferuje także projektowanie łańcuchów dostaw pod konkretne potrzeb klientów, jako Supply Chain Solutions, w tym: 4PL, Vendor Managed Inventory, Control Tower czy SUUS Advisory. Spółka zatrudnia ponad 2500 osób w ponad 40 oddziałach w Polsce oraz innych krajach CEE i Azji Centralnej. Zarządza ponad 350 tys. m kw. powierzchni magazynowej.
W Polsce Rohlig SUUS Logistics zbudował własny system dystrybucji drobnicowej o zdolności realizacji dostaw w 24 godziny. W Europie spółka posiada partnerski system drobnicowy, obsługujący około 350 regularnych połączeń drogowych tygodniowo. Natomiast globalny fracht morski i lotniczy spółka realizuje w partnerstwie z międzynarodową grupą Röhlig Logistics.W 2023 roku SUUS przejął polską spółkę EXPERT, która świadczy usługi dostaw na tzw. ostatniej mili, a także usługi dodane, takie jak wniesienie i montaż mebli czy instalacja sprzętu AGD. Z kolei w 2024 r. operator dokonał pierwszej zagranicznej akwizycji – kupił czeską spółkę Joppa Logistics, specjalizującą się w usługach magazynowych i drobnicowym transporcie drogowym. Polski operator logistyczny od 35 lat systematycznie zwiększa skalę działalności, inwestując w nowoczesne rozwiązania wspierające klientów w zarządzaniu łańcuchami dostaw.

## Historia
- 2024 – Piotr Iwo Chmielewski został Prezesem Zarządu Rohlig SUUS Logistics[1].
- 2023 – SUUS przeprowadził pierwsze akwizycje – w Polsce kupił spółkę EXPERT[7], a w Czechach firmę Joppa[8]. Operator otworzył również oddział w Kazachstanie[9].
- 2022 – przedsiębiorstwo uruchomiło swój pierwszy zagraniczny magazyn w Czechach[10].
- 2020 – Rohlig SUUS Logistics rozpoczyna działalność na Słowacji i Rumunii[11].
- 2019 – Rohlig SUUS Logistics otworzył oddział w Słowenii[12].
- 2018 – spółka otworzyła trzy oddziały w Czechach i jeden na Węgrzech[13].
- 2016 – Rohlig SUUS Logistics ponownie zyskuje miano Trzeciego Operatora Logistycznego w Polsce w rankingu TSL Dziennika Gazety Prawnej.
- 2015 – spółka zajęła 3 miejsce w TOP 3 operatorów, świadczących kompleksowe usługi logistyczne w rankingu TSL 2014 (kategoria: usługi logistyczne).
- 2014 – Rohlig SUUS Logistics został nagrodzony 1. miejscem w Rankingu Business Proces Outsourcing Companies[14].
- 2013 – spółka wprowadziła na rynek nowy produkt GoEast – pakiet usług logistycznych na wschód dla przedsiębiorców z całego świata. Po raz pierwszy ROHLIG SUUS Logistics przekracza obroty 500 mln zł. W tym samym roku zajmuje 3 miejsce pośród największych operatorów w kategorii: Usługi Logistyczne, według rankingu TSL opublikowanego w Dzienniku Gazeta Prawna.
- 2011 – Nowa era rozwoju: początek implementacji nowej architektury korporacyjnej IT oraz program rozwoju sieci centrów logistycznych zwiększających możliwości operacyjne m.in. poprzez zmiany lokalizacji i realizację kluczowych inwestycji w obszarze nieruchomości w całej Polsce.
- 2009 – Rebranding - zmiana nazwy i formy prawnej przedsiębiorstwa z Rohlig Poland Sp. z o.o. na ROHLIG SUUS Logistics SA[6].
- 2006 – Wykup menedżerski 100% udziałów w Rohlig Poland przez Tadeusza Chmielewskiego. Dzięki temu spółka uniezależniła się kapitałowo od grupy Rohlig & Co, jednocześnie pozostając partnerem sieci w Polsce[15].
- 2002 – Uzyskanie certyfikatu Systemu Zarządzania Jakością 9001:2000.
- 2000 – Przejęcie 25% udziałów w spółce przez Tadeusza Chmielewskiego oraz dołączenie do elitarnego Klubu Polskiej Rady Biznesu[15].
- 1999 – Przeniesienie siedziby spółki do nowoczesnego terminalu biurowo-magazynowego w Piasecznie, pod Warszawą.
- 1990 – Rozpoczęcie działalności spółki Rohlig Poland Sp. z o.o. i otwarcie pierwszego biura w Polsce. Spółka powstaje jako joint venture kilku przedsiębiorstw, m.in. Rohlig Continental, Elektrim SA i LOT SA[15].
- 1989 – Uzyskanie jako jedna z pierwszych przedsiębiorstw w Polsce, zezwolenia na utworzenie spółki joint venture z udziałem kapitału zagranicznego[15].

## Rankingi
- W 2024 Rohlig SUUS Logistics zajął 5. miejsce w ogólnopolskim rankingu według przychodów z działalności TSL, organizowanym przez Dziennik Gazetę Prawną, a także 1. miejsce w kategorii „Spedycja drogowa”[16]. W tym roku spółka otrzymała także wyróżnienia w obszarze ESG – 1 miejsce w rankingu Odpowiedzialne Zarządzanie[17] organizowanym przez Koźmiński Hub i Deloitte oraz Biały Listek ESG[18] od Tygodnika Polityka
- W 2023 SUUS otrzymał tytuł Najlepszego Pracodawcy w branży TSL w rankingu Rzeczpospolitej. Ponadto operat zajął 6. miejsce w rankingu TSL organizowanym przez Dziennik Gazetę Prawną[19]
- W 2022 roku spółka zajęła 5. miejsce w ogólnopolskim rankingu według przychodów z działalności TSL, organizowanym przez Dziennik Gazetę Prawną, a także 1. miejsce w kategorii „Spedycja morska/oceaniczna”[20]
- W 2022 roku spółka zajęła 11. miejsce w rankingu najlepszych firm spedycyjnych dziennika „Rzeczpospolita”[21]
- W 2021 roku spółka zajęła 5. miejsce w ogólnopolskim rankingu według przychodów z  działalności TSL, organizowanym przez Dziennik Gazetę Prawną[22]
- W 2021 roku spółka zdobyła nagrodę „Rzeczypospolitej” w kategorii „infrastruktura” za powiększenie powierzchni magazynowej o 25 proc. i trzykrotny wzrost liczby transportowanych towarów w ramach linii łączącej Polskę, Czechy, Słowację i Węgry[23]
- W 2021 roku prezes Rohlig SUUS Logistics, Tadeusz Chmielewski, otrzymał nagrodę Człowieka roku w Plebiscycie Rzeczpospolitej dla najlepszych firm branży TSL[23]
- W 2020 roku spółka zajęła 6. miejsce w ogólnopolskim rankingu według przychodów z działalności TSL, organizowanym przez Dziennik Gazetę Prawną[24]
- W 2019 roku spółka zajęła 7. miejsce w ogólnopolskim rankingu według przychodów z działalności TSL, organizowanym przez Dziennik Gazetę Prawną[25]
- W 2018 roku spółka zajęła 5. miejsce w ogólnopolskim rankingu według przychodów z działalności TSL, organizowanym przez Dziennik Gazetę Prawną[26]
- W 2017 roku spółka zajęła 5. miejsce w ogólnopolskim rankingu firm TSL w kategorii ogólnej dotyczącej wartości przychodów z działalności TSL[27].
- W 2016 roku spółka zajęła 3. miejsce w ogólnopolskim rankingu firm TSL, w kategorii: Wartość przychodów z głównej działalności-logistyka, organizowanym przez Dziennik Gazetę Prawną. W kategorii ogólnej dotyczącej wartości przychodów z działalności TSL spółka uplasowała się na 5 miejscu[28].
- W roku 2015 spółka ponownie zajęła 3. miejsce w TOP 3 operatorów, świadczących kompleksowe usługi logistyczne na podstawie rankingu TSL 2014 (kategoria: usługi logistyczne), jak również została nominowana jedną z największych firm na rynku logistycznym
- W roku 2014 Rohlig SUUS Logitics został nagrodzony 1. miejscem w Rankingu Business Proces Outsourcing Companies. Nagroda w kategorii: Firmy duże i Logistyka, rankingu prowadzonego przez Warsaw Business Journal Group.
- W roku 2013 spółka zajęła 3. miejsce pośród największych operatorów w kategorii: Usługi Logistyczne, według rankingu TSL opublikowanego w Dzienniku Gazeta Prawna – edycja 2014